# Maria João Saraiva
Maria João Mascarenhas Saraiva (Portugal, 27 de dezembro de 1954) é uma bioquímica e investigadora portuguesa reconhecida por seus estudos sobre a paramiloidose, popularmente conhecida como doença dos pézinhos. Ela lidera o grupo de pesquisa de Neurobiologia Molecular do Instituto de Investigação e Inovação em Saúde da Universidade do Porto que se dedica à bioquímica e genética molecular da doença. Recebeu o Prémio Gulbenkian Ciência 2009 por seu trabalho.

## Percurso
Maria João tirou seu bacharelado em biologia pela Universidade do Porto, Portugal, em 1976, e o mestrado em bioquímica pela Universidade de Londres, em 1978. Entre 1980 e 1984, ela fez o doutoramento em bioquímica pela Universidade do Porto , e qualificou-se como professora de bioquímica em 1991. Ela trabalhou por diferentes períodos como Cientista Visitante na Faculdade de Médicos e Cirurgiões da Universidade Columbia, em Nova Iorque. Além disso, também foi professora de Bioquímica do Instituto Biomédico da Universidade do Porto e diretora do Grupo de Neurobiologia Molecular do Instituto de Biologia Molecular e Celular (IBMC). Em 1996, ela recebeu o Prémio Seiva de Serviços à Ciência da Câmara Municipal do Porto.
Maria João, recebeu em 2009 o Prêmio Gulbenkian Ciência, da Fundação Calouste Gulbenkian por seu trabalho desenvolvido na área da Biomedicina, em particular na investigação dos mecanismos da polineuropatia amiloidótica familiar ou PAF, vulgarmente conhecida pela Doença dos Pezinhos. Assim como o nome do neurologista Corino de Andrade ficou ligado à descrição desta doença, o de Maria João Saraiva está vinculado à descoberta dos mecanismos bioquímicos e genéticos responsáveis pela doença, nomeadamente a formação de depósitos de moléculas de amilóide derivada de transtirretina (TTR), especialmente nos nervos periféricos. A partir destas descobertas fundamentais, a pesquisadora é responsável pelo alargamento do seu campo de investigação às vias de sinalização que desempenham um papel importante em situações de lesões cerebrais, particularmente no quadro da doença de Alzheimer.
Em 2019, Maria João recebeu do Governo Português a Medalha Nacional do Ministério da Ciência de Mérito Científico, durante o encontro Ciência 2019, por sua contribuição para o desenvolvimento da ciência no país.
Maria João Saraiva publicou mais de 250 artigos em revistas especializadas, várias revisões sobre o assunto Polineuropatia Amiloidótica Familiar e Biologia da Transtiretina. Ela também é regularmente convidada como palestrante em reuniões internacionais sobre esses assuntos. 

## Prêmios e reconhecimento
1996: Prémio Seiva de Serviços à Ciência, da Câmara Municipal do Porto, Portugal
2009: Prêmio Gulbenkian Ciência, da Fundação Calouste Gulbenkian, Portugal
2019: Medalha de Mérito Científico, do Ministério da Ciência, Portugal.

## Obras selecionadas
Maria João Saraiva é autora de uma série de publicações científicas:
- Familial amyloidotic polyneuropathy and other transthyretin related disordrs / ed. by Pedro P. Costa, A. Falcão de Freitas, Maria João M. Saraiva. Porto: Arquivos de Medicina, 1990.

- Insights on signal transduction pathways involved in familial amyloidotic polyneuropathy neurodegeneration [ Texto policopiado] / Filipe Almeida Monteiro; orient. Maria João Gameiro de Mascarenhas Saraiva, Mónica Luísa Ribeiro Mendes de Sousa. [Porto: s.n.], 2006.

- Molecular mechanisms underlying the protective effects of heme oxygenase-1 [ Texto policopiado]: interaction with the NF-kB signal transduciton pathway in endothelial cells / Mark Turan Jan Pena Seldon ; orient. Miguel Soares, Maria João Gameiro de Mascarenhas Saraiva. Porto: [s.n.], 2006.

- Therapies in familial amyloidotic polyneuropathy [ Texto Policopiado] / Bárbara Magda Ribeiro Lemos Macedo; orient. Maria João Gameiro de Mascarenhas Saraiva. Porto: [s.n.], 2007.

- The stress response in transthyretin amyloidosis [ Texto policopiado] / Sofia Alexandra Duque Santos; orient. Maria João Saraiva . Porto: [s.n.], 2005.

- Molecular pathophysiological studies of neuronal ceroid lipofuscinoses [ Texto policopiado] / Carla Andreia Fidalgo Teixeira; orient. Maria Gil Ribeiro, Maria João Saraiva. Porto: [s.n.], 2005.

- Wild-type hunting funtion in BDNF transcription and in neural differentiation [ Texto policopiado] / Catarina Esteves Lopes Ramos; orient. Elena Cattaneo, Maria João Gameiro de Mascarenhas Saraiva. [Porto: s.n.], 2007.

- Molecular pathophysiological studies of neuronal ceroid lipofuscinoses [ Texto policopiado] / Carla Andreia Fidalgo Teixeira; orient. Maria Gil Ribeiro, Maria João Saraiva. Porto: [s.n.], 2005.

- Yeast as a model organism to study diseases of protein misfolding [ Texto policopiado] / Tiago Fleming de Oliveira Outeiro; orient. Susan Lindquist, Maria João Saraiva. Porto: [s.n.], 2004.

- Searching for an essencial function for transthyretin in the central nervous system [ Texto policopiado] / João Carlos Cruz de Sousa; orient. Joana de Almeida Palha, Maria João Saraiva. Porto: [s.n.], 2005

- Searching for an essential function for transthyretin in the central nervous system / João Carlos Cruz de Sousa; orient. Joana de Almeida Palha, Maria João Saraiva. Porto: [s.n.], 2005.

- Role of nogo-A in the intact central nervous system [ Texto policopiado]: an in vivo and in vitro approach / Luís Craveiro; orient. Martin E. Schwab, Maria João Saraiva. Porto: [s.n.], 2008.

- Molecular mechanisms involved in polyglutamine induced neurodegeneration [ Texto policopiado] / Joana Oliveira de Almeida Branco; orient. Juan Botas, Maria João Gameiro de Mascaremnhas Saraiva. Porto: [s.n.], 2008.
- New somatic transgenic mouse models in transthyretin amyloidosis: from pathogenesis to gene therapy / Ana Rita dos Santos Batista; orient. Maria João Gameiro de Mascarenhas Saraiva, Miguel André Martins de Sena. Porto: [s.n.], 2013.
- Transthyretin as a signaling molecule: influence on IGF-IR pathway and 14-3-3 metabolism / Marta Virgínia Mota Vieira; orient. Maria João Saraiva . Porto: [s.n.], 2013.
- Counteracting toxicity in misfolding disorders : the case of familial amyloidotic polyneuropathy / Joana Magalhães; orient. Maria João Saraiva. Porto: [s.n.], 2011.
- Modulation of transthyretin amyloidogenesis by small ligands: in vitro and in vivo studies / Nelson Carlos Gomes Ferreira; orient. Maria do Rosário Almeida, Maria João Saraiva. Porto: [s.n.], 2011.
- Regulation of Transthyretin levels in murine choroid plexuses by sex steroid hormones = Regulação dos níveis de transtiretina pelas hormonas sexuais no plexo coroideu de ratos e ratinhos / Telma Alexandra Quintela Paixão; orient. Cecília Reis Alves dos Santos, Maria João Saraiva. Covilhã: [s.n.], 2009.
- Modulation of AĐ toxicity by transthyretin in Alzheimer's disease / Rita Costa; orient. Isabel Cardoso, Maria João Saraiva. Porto [s.n.], 2011.
- Bone marrow-derived mesenchymal stromal cell transplantation: an add-on option for krabbe's disease / Catarina Sofia Oliveira Miranda; orient. Mónica Luísa Ribeiro Mendes de Sousa, Maria João Gameiro de Mascaranhas Saraiva. Porto: [s.n.], 2011.